# Bocca di Navene
El paso Bocca di Navene es el collado de montaña de mayor importancia en el macizo del Monte Baldo, que separa el Monte Altissimo di Nago en el norte del resto del macizo en el sur. El paso también separa las provincias italianas de Trentino y Veneto.

## Turismo
Desde el paso un sendero inclinado lleva al pueblo de Navene en la orilla del Lago di Garda. La carretera Strada Provinciale del Monte Baldo pasa sobre el paso del norte al sur. Directamente en la punta del paso hay un refugio de montanas, el Rifugio Bocca di Navene.